# 刘云 (足球运动员)
刘云（1995年1月7日—），男，中国足球运动员，司职中场。目前效力于中超球队長春亞泰。

## 俱乐部生涯
刘云出道于武汉卓尔青训系统。2013年代表湖北队参加十二运会足球比赛取得第三名的成绩。2014年进入武汉卓尔一线队名单，但并未在联赛中出场。
2015年5月31日，刘云在中甲联赛第11轮6:0大胜深圳宇恒的比赛中首次代表武汉卓尔首发上场，并创造一次助攻。当赛季刘云共为球队在中甲联赛中出场17次。2016年7月武汉卓尔俱乐部官方宣布与刘云签订了新的工作合同。